# Mia Hamm
Mariel Margaret 'Mia' Hamm (født 17. marts 1972 i Selma, Alabama) er en tidligere professionel amerikansk fodboldspiller. Hamm spillede mange år som angriber for det amerikanske landshold og var en af grundlæggerne af fodboldklubben Washington Freedom. Hamm har scoret flere internationale mål i sin karriere en nogen anden spiller, både hos mænd og kvinder (158). Hun er den spiller der har spillet næstflest internationale kampe.